# Ash Regan

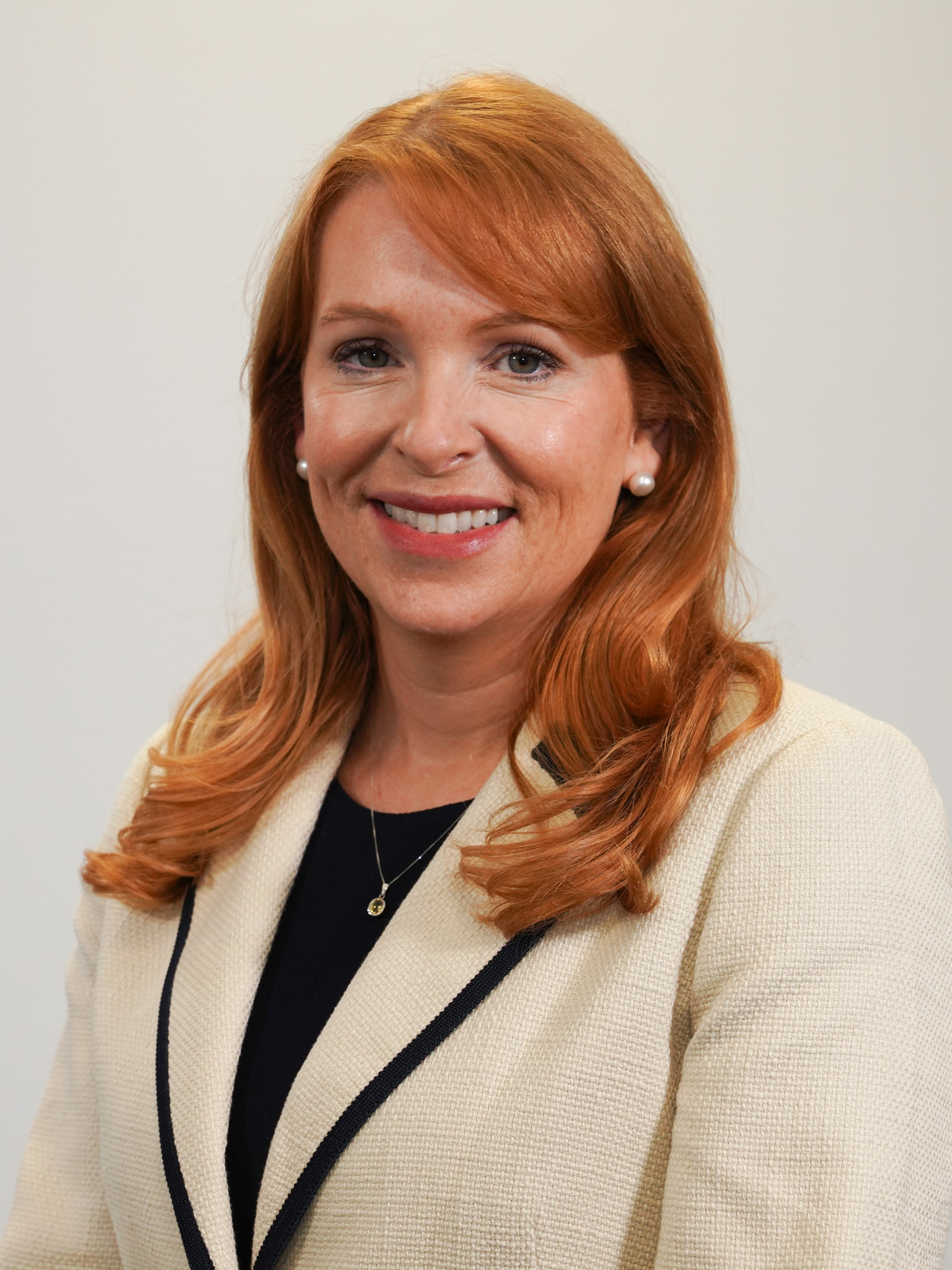
Regan, 2021

Ashten „Ash“ Regan, geschiedene Denham, (* 8. März 1974 in Biggar, South Lanarkshire) ist eine britische Politikerin. Vom 28. Juni 2018 bis 27. Oktober 2022 war sie schottische Ministerin für Gemeinschaftssicherheit im Kabinett von Nicola Sturgeon. Sie trat von ihrem Amt zurück, weil sie die geplante Geschlechtliche Selbstbestimmung im Gender Recognition Act nicht mittragen möchte. Sie vertritt den Wahlkreis Edinburgh Eastern im schottischen Parlament seit der Parlamentswahl in Schottland 2016. Gewählt wurde sie für die Scottish National Party (SNP).  Am 28. Oktober 2023 verließ sie die SNP und trat zu der Alba Party über.

## Leben
Regan wuchs mit ihrer Mutter – einer Protestantin – und ihrem Vater – einem Katholiken – zunächst in Biggar auf. Ihre Mutter betrieb ein Kiltgeschäft auf der Sauchiehall Street, einer der Haupteinkaufsstraßen Glasgows. Im Alter von etwa 10 Jahren zog sie mit ihren Eltern nach Ilfracombe in Devon, wo sie eine englische Identität herausbildete. Nach der Schule studierte sie an der Keele University Internationale Beziehungen und arbeitete in der Folge in Public Relations in London.
2003 kehrte sie mit ihrem Mann nach Schottland zurück und gebar im Folgejahr männliche Zwillinge. Während der Kinderbetreuungsjahre absolvierte sie von zuhause einen Masterstudiengang in Entwicklungsmanagement an der Open University. 2012 begann Regans politische Karriere: Zunächst engagierte sie sich als Sprecherin bei  der Nichtregierungsorganisation Women for Independence für schottische Unabhängigkeit durch das Referendum über die Unabhängigkeit Schottlands 2014. Nach dem Scheitern dieses Referendums kandidierte sie bei der Parlamentswahl in Schottland 2016 für die SNP im Wahlkreis Edinburgh Eastern, wo sie auf Anhieb als Nachfolgerin des mittlerweile zur Alba Party übergetretenen Kenny MacAskill das Direktmandat gewann. Regan erhielt dabei 16.760 Stimmen (47,1 %), was einen komfortablen Vorsprung von mehr als 5000 Stimmen bedeutete.
Regan verließ am 28. Oktober 2023 die Fraktion der SNP im schottischen Parlament und schloss sich der radikal nach Unabhängigkeit strebenden, von Alex Salmond gegründeten Alba Party an. Damit fiel ihr bei der Abstimmung über ein Misstrauensantrag gegen First Minister Yousaf im April 2024 eine entscheidende Rolle zu, da sich die Blöcke der SNP einerseits und aller Oppositionsparteien andererseits praktisch gleich stark gegenüberstanden.

## Belege
1. ↑  Paul Hutcheon: SNP Minister Ash Regan resigns over Scottish Government gender recognition reforms. In: Daily Record. 27. Oktober 2022, abgerufen am 28. Oktober 2022 (englisch).
2. 1 2  Former SNP leadership candidate Ash Regan defects to Alba party. In: BBC news. 28. Oktober 2023, abgerufen am 29. Oktober 2023 (englisch).
3. 1 2 3 4 5 6 7 8  Margret Taylor: The independent thinker: An interview with Ash Regan. In: Holyrood. 8. April 2022, abgerufen am 29. Oktober 2022 (englisch).
4. ↑  Ian Swanson: Election 2021: Here are the candidates and issues in Edinburgh Eastern. In: The Scotsman: Edinburg News. 30. März 2021, abgerufen am 30. Oktober 2022.
5. ↑  James Cook: Can Humza Yousaf survive as Scotland’s first minister? In: BBC news. 25. April 2024, abgerufen am 26. April 2024 (englisch).

| Personendaten    | Personendaten                                   |
| ---------------- | ----------------------------------------------- |
| NAME             | Regan, Ash                                      |
| ALTERNATIVNAMEN  | Regan, Ashten (vollständiger Name); Denham, Ash |
| KURZBESCHREIBUNG | britische Politikerin der Alba Party            |
| GEBURTSDATUM     | 8. März 1974                                    |
| GEBURTSORT       | Biggar, South Lanarkshire                       |